# Leiocephalikon

Leiocephalikon problematicus es una especie extinta de lepospóndilo perteneciente al grupo Microsauria y a la familia Gymnarthridae, que vivió a finales del período Carbonífero en lo que hoy es Canadá. La especie tipo es Amblyodon problematicum, que fue nombrada por John William Dawson en 1882. El fósil fue hallado en la Formación Joggins la cual data del periodo Carbonífero. Aunque a veces ha sido considerado como un gimnártrido primitivo, la clasificación de Leiocephalikon aún es debatida ya que sus restos fósiles son escasos.